# Нижний Балыклей
Ни́жний Балыкле́й — село в Быковском районе Волгоградской области России. Входит в Верхнебалыклейское сельское поселение.
Посёлок расположен на берегу Волги в 5 км южнее села Верхний Балыклей, по трассе — 15 км, в 5 км на востоке от села проходит трасса Р226.
Население — 96 (2010) человек.
В селе есть школа, медучреждение, отделение почтовой связи 404077. Посёлок не газифицирован.

## История
Село основано не ранее 1830 года. По состоянию на 1859 год хутор Нижне-Балыклейский принадлежал ко второму стану Царевского уезда Астраханской губернии. На тот момент в хуторе было 60 дворов и 473 жителя (243 мужчины и 230 женщин).
К концу XIX века хутор Нижне-Балыклейский получил статус села. По состоянию на 1900 год в селе имелось одноклассное училище, население села превысило 1500 человек. Согласно Памятной книжке Астраханской губернии на 1914 год село Нижне-Балыклейское относилось к Балыклейской волости Царевского уезда Астраханской губернии. в селе проживали 994 души мужского и 938 женского пола. За селом было закреплено 7587 десятин удобной и 2189 десятин неудобной земли.
8 декабря 1921 года Всероссийский центральный исполнительный комитет принял постановление «Об утверждении Николаевского уезда Царицынской губернии», в состав которого входила, в том числе и Верхнебалыклейская волость.
По состоянию на 1 января 1964 года Нижний Балыклей относился к Верхнебалыклейскому сельскому совету, который, в свою очередь, входил в состав Среднеахтубинского района Волгоградской области. При воссоздании Быковского района на основании решения Волгоградского облисполкома от 18 января 1965 года № 2/35 и Указа Президиума Верховного Совета РСФСР от 12 января 1965 года за счёт разукрупнения Николаевского и Среднеахтубинского районов в состав Быковского из Среднеахтубинского был передан в том числе и Верхнебалыклейский сельский совет.

## География
Село расположено в Заволжье, в пределах Прикаспийской низменности, на восточном берегу Волгоградского водохранилища, на высоте 22 метра выше уровня мирового океана. Рельеф местности практически равнинный. На территории, прилегающей к водохранилищу, развита овражно-балочная сеть. Северной границей села служит овраг Мордовский. Почвы каштановые. Почвообразующие породы — пески.
По автомобильной дороге расстояние до областного центра города Волгограда составляет 110 км, до города Волжский — 93 км (до центра города), до районного центра посёлка Быково — 41 км, до административного центра сельского поселения села Верхний Балыклей — 16 км. К селу имеется подъезд от региональной автодороги Астрахань — Волжский — Энгельс — Самара (4 км).
Часовой пояс
Нижний Балыклей, как и вся Волгоградская область, находится в часовой зоне МСК (московское время). Смещение применяемого времени относительно UTC составляет +3:00.

## Население
| 1859 | 1897 | 1900 | 1904 | 1914 |
| ---- | ---- | ---- | ---- | ---- |
| 473  | 1550 | 1526 | 1637 | 1932 |

| 2010 |
| ---- |
| 96   |